# Обора (Нижньосілезьке воєводство)
Обора (пол. Obora, нім. Oberau) — село в Польщі, у гміні Любін Любінського повіту Нижньосілезького воєводства.
Населення — 1063 особи (2011).

## Демографія
Демографічна структура станом на 31 березня 2011 року:
|          | Загалом | Допрацездатний вік | Працездатний вік | Постпрацездатний вік |
| -------- | ------- | ------------------ | ---------------- | -------------------- |
| Чоловіки | 553     | 118                | 399              | 36                   |
| Жінки    | 510     | 79                 | 343              | 88                   |
| Разом    | 1063    | 197                | 742              | 124                  |